# Marshall Capital
Marshall Capital (позднее MCV Capital) — одноэтажный автобус, выпускавшийся британской компанией Marshall Bus с 1996 по 2002 год, затем до 2003 года автобусы выпускались египетской компанией MCV Bus and Coach.

## Описание
Первоначально автобус Marshall Capital выпускался на шасси MAN 11.220, а затем — на шасси Irisbus EuroRider. С 1997 года автобус выпускался на шасси Dennis Dart SLF. С 1996 по 1998 год компания Marshall Bus выпускала аналогичный автобус среднего класса, известный как Marshall Minibus.
Всего было выпущено более 800 экземпляров. Основные конструктивные особенности Capital включают двойное лобовое стекло, маршрутоуказатель над ним и остроконечную крышу.
С 2002 года автобус выпускался компанией MCV Bus and Coach. В 2003 году автобус был снят с производства и заменён моделью MCV Stirling.

## Модификации
- Marshall C43 (MAN 11.220). Выпускался с 1996 по 1999 год.
- Marshall C39 (Dennis Dart SLF). Выпускался с 1997 по 2002 год.
- Marshall Minibus. Выпускался с 1996 по 1998 год.
- Marshall Euro (Irisbus EuroRider). Выпущен в 1998 году.
- MCV Capital. Выпускался с 2002 по 2003 год.

## Галерея

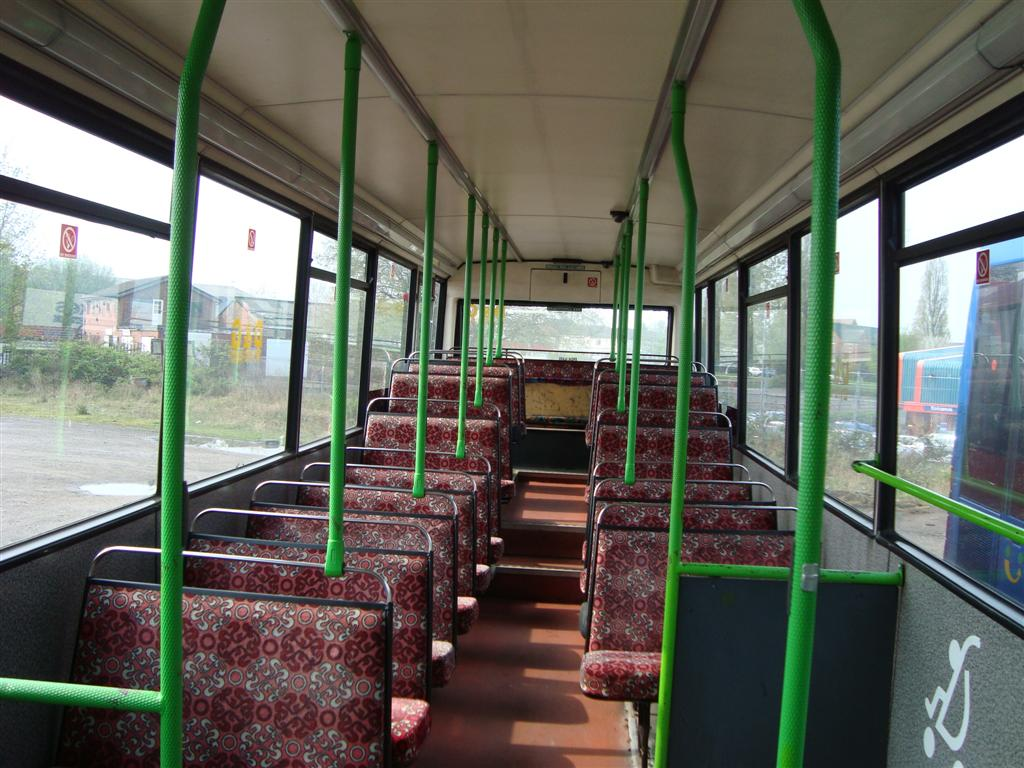
Салон, вид назад
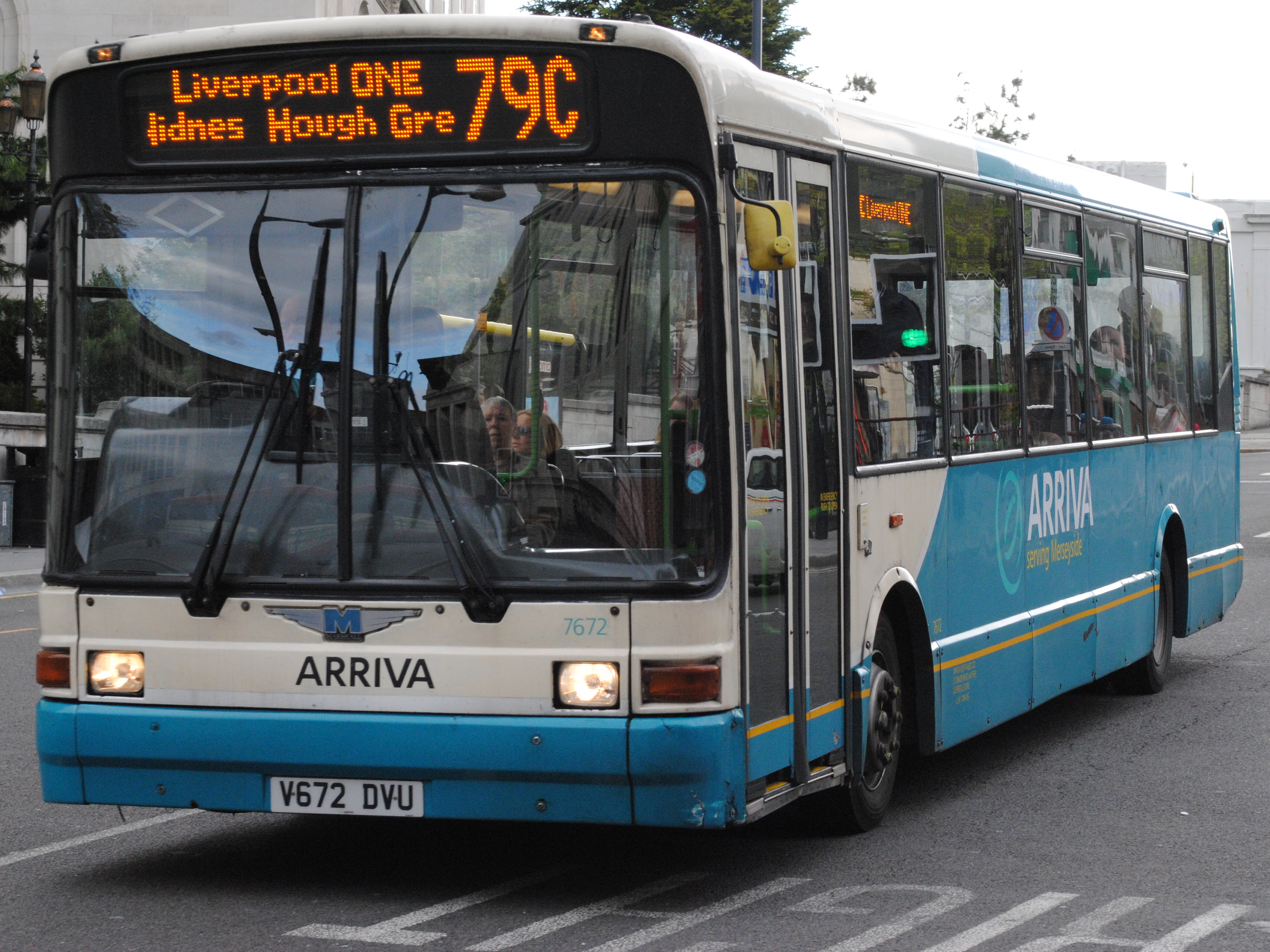
Marshall Capital C39
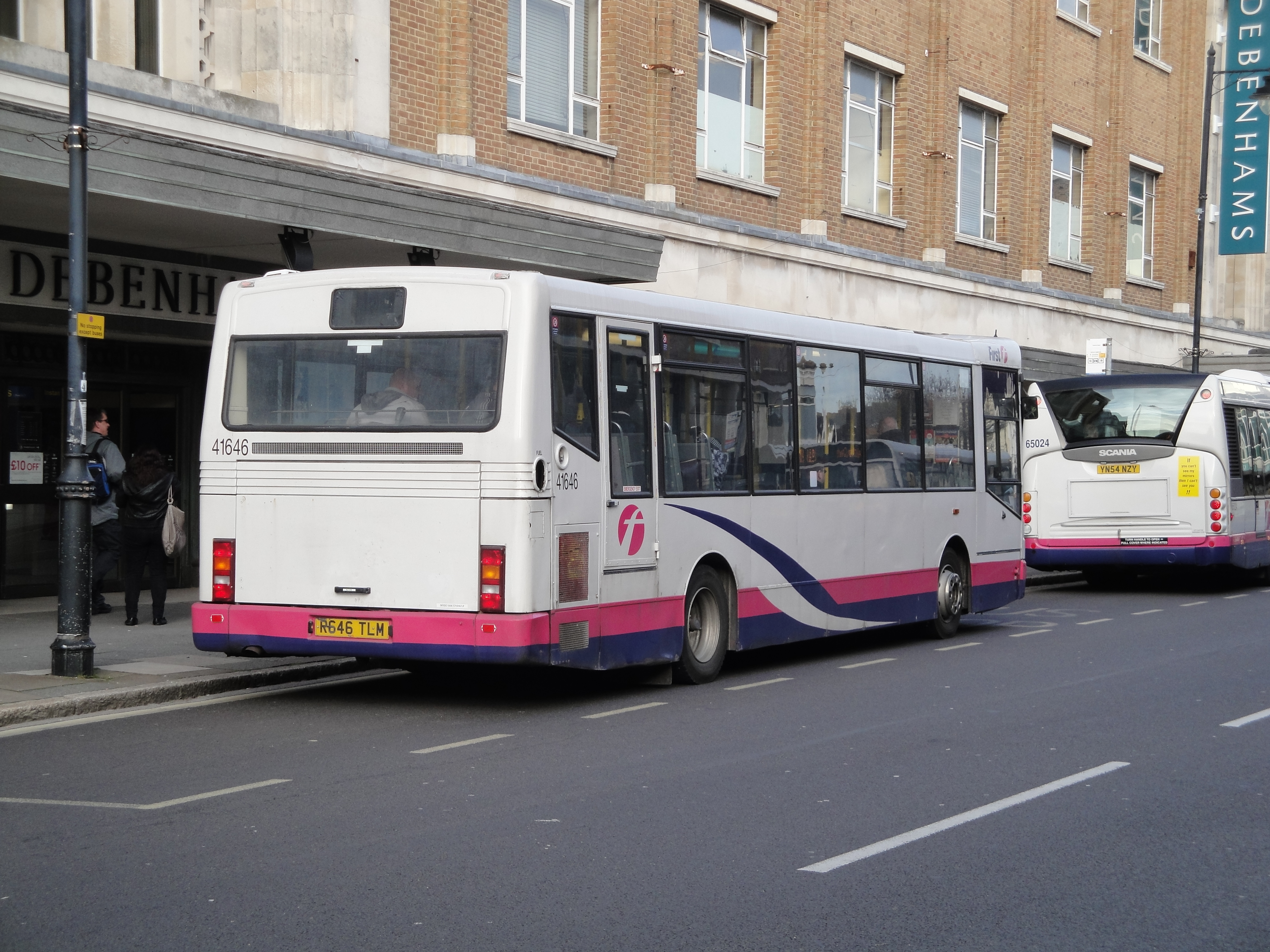
Marshall Capital на шасси Dennis Dart SLF